# رافي باتل (ممثل)
رافي باتل (بالإنجليزية: Ravi Patel)‏ هو ممثل أمريكي، ولد في 18 ديسمبر 1978 في فري بورت في الولايات المتحدة.

## أعمال

### أفلام
- (2008) مسحوق أزرق

## وصلات خارجية
- رافي باتل على موقع IMDb (الإنجليزية)
- رافي باتل على موقع قاعدة بيانات الفيلم (الإنجليزية)